# Dó
Na música, o Dó, ou C (sistema de cifras), é uma nota musical que ressoa com frequência de 261 Hz, sendo a primeira nota da escala diatônica de dó maior (escala padrão Dó M), a única que não possui acidentes, portanto, sendo considerada a base do sistema tonal.

## Nomenclatura
O nome original desta nota era ut em referência ao primeiro verso do hino religioso Ut queant laxis, usado por Guido d'Arezzo para nomear todas as notas musicais:
→Ut queant laxis
resonare fibris
mira gestorum
famuli tuorum
solve polluti
labii reatum
Sante  Iohannes. (Si)
Deste hino cantochão, composto pelo historiador lombardo Paulo Diácono (Século VIII), teria servido Guido D'Arezzo no Século XI, por volta de 1025, para nomear os sons da escala diatônica de Dó.
Acredita-se que o nome da nota ut mudou posteriormente para dó para facilitar a pronúncia. Alguns acreditam que sejam as duas primeiras letras de Dominus ("Senhor").
Antes da adoção da técnica de solfejo, as notas eram chamadas por letras, onde a nota dó corresponde à nota C. Em diversas línguas este nome ainda é usado, e mesmo em português é utilizado em cifras.

## Altura
As expressões dó médio, dó central, Dó3, C3, referem-se à mesma nota; o termo dó central refere-se ao fato desta nota "dó" situar-se no centro do instrumento piano; o termo Dó3 informa que a nota dó central pertence a terceira oitava da sequencia de escalas que compõem o piano; usada como referência de altura para a extensão da maioria dos instrumentos musicais; o termo dó médio tem esse nome porque fica exatamente no meio da pauta dupla formada pelas claves de Sol e Fá, presente entre a pauta superior (dos agudos) e a inferior (do baixo).
No temperamento igual, a nota dó tem a freqüência aproximada de 261 Hz e, possui dois enarmônicos, si sustenido (B♯) e ré bemol (D♭).
Atualmente "editores musicais"/"programas de computador" que auxiliam na notação musical, quando usa-se pauta dupla, estes são capazes de estabelecer um espaço grande entre a pauta superior  e a inferior, fazendo com que o "dó médio" não se localize exatamente entre as duas pautas. Outra característica que o "dó médio" possui, é que, em um sistema de pauta dupla, o dó médio se localiza na pauta superior (clave de sol na segunda linha) na primeira linha suplementar inferior, e na pauta inferior (clave de fá na quarta linha), na primeira linha suplementar superior.
 O termo dó central refere-se ao fato desta nota "dó" situar-se no centro do teclado de um instrumento de teclas. Porém, essa nota não se localiza exatamente no meio do teclado. Se tomarmos como exemplo um piano moderno de 88 teclas/notas (52 teclas brancas e 36 teclas pretas), esse "dó médio" não será a nota central do teclado, mas será a única nota "dó bequadro" das 5 teclas brancas situadas precisamente na região central do teclado do piano.
Já o Dó4, é a denominação dada a nota dó na quarta oitava da escala geral dos sons, que às vezes é chamado de Dó3 quando se considera que a primeira oitava é a 0. Sua freqüência é de aproximadamente 261.6 Hz. Tem dois enarmônicos, si sustenido (B♯) e ré dobrado bemol (D♭♭).

## Notação
Pela ordem da partitura abaixo, na clave de sol, o dó central é representado na primeira linha suplementar inferior. Na clave de dó, pode estar na terceira ou na quarta linha da pauta. Na clave de fá é representada na primeira linha suplementar superior.

Dó central em várias claves

## Acorde
O Dó é a nota inicial (ou nota tónica, ou o I grau, ou nota fundamental) dos acordes musicais básicos, chamado de tríade Dó M (C+) e Dó m (C-); um conjunto harmônico formado por três notas musicais da escala Dó M, contendo um espaço de intervalo de terça entra cada nota (podendo ser maior ou menor). Onde cada nota do acorde, exerce uma função específica estudada pela Harmonia Funcional,  e são chamadas respectivamente de tônica (I grau), mediante (III grau) e, dominante (V grau), onde temos a estrutura:
Tônica (I) - terça (M ou m) - Mediante (III) - terça (M ou m) - Dominante (V)
Baseado na estrutura da escala de Dó M:
Dó (I) - T - Ré (II) - T - Mi (III) - st - Fá (IV) - T  - Sol (V)- T - Lá (IV) - T - Si (VII) - st - Dó
O acorde tríade de Dó ´formado pelas notas:

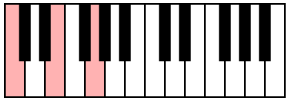
O acorde de tríada de C: do - mi - sol.

- Tônica: nota Dó (C) 132 Hz
- Mediante: nota Mi (E) 165 Hz
- Dominante: nota Sol (G) 198 Hz

| A reprodução de áudio não é suportada no seu ''browser''. Você pode descarregar o ficheiro de áudio. | A reprodução de áudio não é suportada no seu ''browser''. Você pode descarregar o ficheiro de áudio. |